# 219th Street
219th Street è una fermata della metropolitana di New York situata sulla linea IRT White Plains Road. Nel 2019 è stata utilizzata da 979 390 passeggeri.
È servita dalla linea 2, sempre attiva, e dalla linea 5, attiva solo nei giorni feriali nelle ore di punta.